# لیودمیلا ساموتیسوا
لیودمیلا ساموتیسوا (روسی: Людмила Самотёсова؛ زادهٔ ۲۶ اکتبر ۱۹۳۹) ورزشکار دو و میدانی اهل اتحاد جماهیر شوروی سوسیالیستی است.